# 位相アーベル群
数学において位相アーベル群（いそうアーベルぐん、英: topological abelian group）あるいは TAG とは、アーベル群でもあるような位相群のことを言う。すなわち、位相アーベル群は群であるとともに位相空間であり、その群演算は連続で、群の二項演算は可換である。
位相群の理論は位相アーベル群にも適用されるが、位相アーベル群についてはさらなる理論も展開される。特に局所コンパクトな位相アーベル群は、調和解析において頻繁に用いられている。